# Limba română
Limba română – czasopismo językoznawcze, wydawane przez Instytut Językoznawstwa im. Iorgu Iordana i Al. Rosettiego przy Akademii Rumuńskiej. Czasopismo poświęcone jest badaniom nad językiem rumuńskim, zarówno w ujęciu synchronicznym, jak i historycznym. Problematyka szczegółowa obejmuje m.in. gramatykę, stylistykę, ortografię, dialektologię i historię języka rumuńskiego, rumuńską onomastykę oraz dzieje językoznawstwa rumuńskiego.
Czasopismo wydawane jest nieprzerwanie od 1952 r. Początkowo ukazywało się jako dwumiesięcznik (do 1991 r. oraz w latach 1997–2006), jako dwumiesięcznik (1992–1996), zaś od 2007 jako kwartalnik.
Redaktorzy naczelni:
- 1952–1957 – Dimitrie Macrea
- 1958–1982 – Iorgu Iordan
- 1982–1989 – Alexandru Graur
- 1990–1997 – Ion Coteanu
- od 1998 – Marius Sala